# آن چریر
آن شاریه (فرانسوی: Anne Charrier‎؛ زادهٔ ۱۶ مارس ۱۹۷۴) هنرپیشه اهل فرانسه است. وی از سال ۱۹۹۹ میلادی تاکنون مشغول فعالیت بوده‌است.
از فیلم‌ها یا برنامه‌های تلویزیونی که وی در آنها نقش داشته‌است می‌توان به قهرمانان من و مارسی اشاره کرد.